# Arno Hauke
Arno Hauke (* 1921 in Breslau; † nach 1970) ist ein deutscher Betriebswirt und von 1956 bis 1960 Vorstandsvorsitzender der Filmproduktions- und Verleihfirma UFA.

## Leben und Wirken
Der 1,92 Meter große Niederschlesier hatte zu Beginn des Zweiten Weltkriegs in seiner Heimatstadt Breslau Wirtschaftswissenschaft studiert, ehe er im Verlauf des Krieges eingezogen und an die russische Front versetzt wurde. Sein letzter Dienstrang war der eines Oberleutnants einer Nebelwerfer-Abteilung. Kurz nach Kriegsende begann Hauke im September 1945 (bis zum Jahresende 1946) als Betriebsprüfer zu arbeiten. Dort oblag ihm die Überwachung der Finanz- und Betriebsbuchhaltung sowie des Steuer- und Versicherungswesens unterschiedlicher Betriebe. Zum Jahresbeginn 1947 wechselte er zur Deutschen Treuhand Gesellschaft. Im Sommer 1949 kam Hauke ins westfälische Schloss Varenholz, wohin die UFA-Führung in den letzten Kriegstagen ihre sämtlichen Geschäftsunterlagen ausgelagert hatte. Im Auftrag der britischen Besatzungsbehörde sollte die Deutsche Treuhand zunächst eine Bestandsaufnahme vom UFA-Aktenmaterial vornehmen. Ziel der Alliierten war es, den einst mächtigen deutschen Staatskonzern in mehrere Teile zu zerschlagen. Hauke ermittelte, dass das im Westen verbliebene UFA-Vermögen deutlich größer war als angenommen, und so setzte sein Arbeitgeber ihren Buchprüfer als Generaltreuhänder für das UFI-Vermögen in der britischen Zone ein. Mit Erfolg gelang es Hauke nun in den kommenden Jahren, den alliierten Plan einer Zerschlagung der UFA-UFI zu hintertreiben.
Als Düsseldorfer Chef  der UFA-Dachgesellschaft UFI bereitete Hauke nunmehr den nächsten Schritt vor: die Rückkehr zur Filmproduktion. Dafür wurde im März 1953 die Capitol-Film GmbH gegründet, die mit ihrer Produktionspalette in kürzester Zeit ein Minus von rund 5 Millionen Mark erwirtschaftete. Zum Jahresabschluss 1955 stellte die Capitol-Film ihre Produktion ein. Ein Bankenkonsortium unter Führung der Deutschen Bank kaufte im April 1956 die zu neuen Aktiengesellschaften zusammengefassten Ufa-Theater AG und die Universum-Film AG mit dem Kopierwerk Afifa und den Ateliers in Berlin-Tempelhof. Zum Vorstandsvorsitzenden beider Gesellschaften wurde Arno Hauke berufen. Ende November desselben Jahres hatte Hauke der sogenannten kleinen Fernsehkommission des WDR die Offerte unterbreitet, für das Fernsehprogramm 40- bis 55-minütige Spielfilme zu produzieren. Es kam zur Herstellung von sechs UFA-Fernsehfilmen. Doch die Qualität dieser Filme, darunter Volker von Collandes Inszenierungen Der Meisterdieb, Cardillac, der Goldschmied von Paris und Gesucht wird Mörder X sowie Thomas Engels Mylord weiß sich zu helfen, entsprach längst nicht immer der von den Fernsehmachern erwarteten Qualität, und so wurden nur die zuvor genannten vier der vereinbarten sechs UFA-TV-Filme gesendet.
Hauke beschloss daraufhin, im Frühjahr 1958 mit der UFA die bei Kriegsende 1945 zwangsweise eingestellte Kinofilmproduktion wieder aufzunehmen. In nur zwei Jahren entstanden rund 20 Filme, die sich jedoch überwiegend als Kassenflops erwiesen und auch künstlerisch nicht den Erwartungen entsprachen. Im August 1960 zog die UFA-Mehrheitsaktionärin, die Deutsche Bank, die Reißleine und entließ Hauke. Noch Ende Juli, als in Berlin die Hauptversammlung der Universum-Film AG und der Ufa-Theater AG abgehalten wurde, hatte die Deutsche Bank dafür gestimmt, Hauke für seine Geschäftsführung die Entlastung zu erteilen, obwohl der Konzern unter seiner Leitung im Vorjahr 1959 einen Nettoverlust von 5,4 Millionen Mark erwirtschaftet hatte und Bank- sowie Wechselschulden von 22 Millionen Mark zu Buch standen. Nach seinem unrühmlichen Abgang verschwand Arno Hauke, bis dahin alles andere als öffentlichkeitsscheu, nahezu komplett aus dem Blickfeld der Öffentlichkeit. 1970 wirkte er als Interviewpartner und Zeitzeuge an der vom WDR produzierten TV-Dokumentation „Was wurde aus Goebbels’ Ufa?“ des Filmkritikers Reinhold E. Thiel mit.

## Privates
Hauke heiratete an Heiligabend 1958 die ehemalige Fernsehansagerin und Filmschauspielerin Ingrid Ernest. Beide wurden im Herbst 1959 Eltern eines Sohnes.

## Filmografie
unter seiner Ägide entstandene Filme (Auswahl)
- 1958: Ist Mama nicht fabelhaft?
- 1958: Stefanie
- 1958: Solange das Herz schlägt
- 1959: Jacqueline
- 1959: Labyrinth
- 1959: Das Totenschiff
- 1959: Der liebe Augustin
- 1960: Die Fastnachtsbeichte
- 1960: Stefanie in Rio
- 1960: Schwarzer Kies